# Bockwindmühle Tüngeda

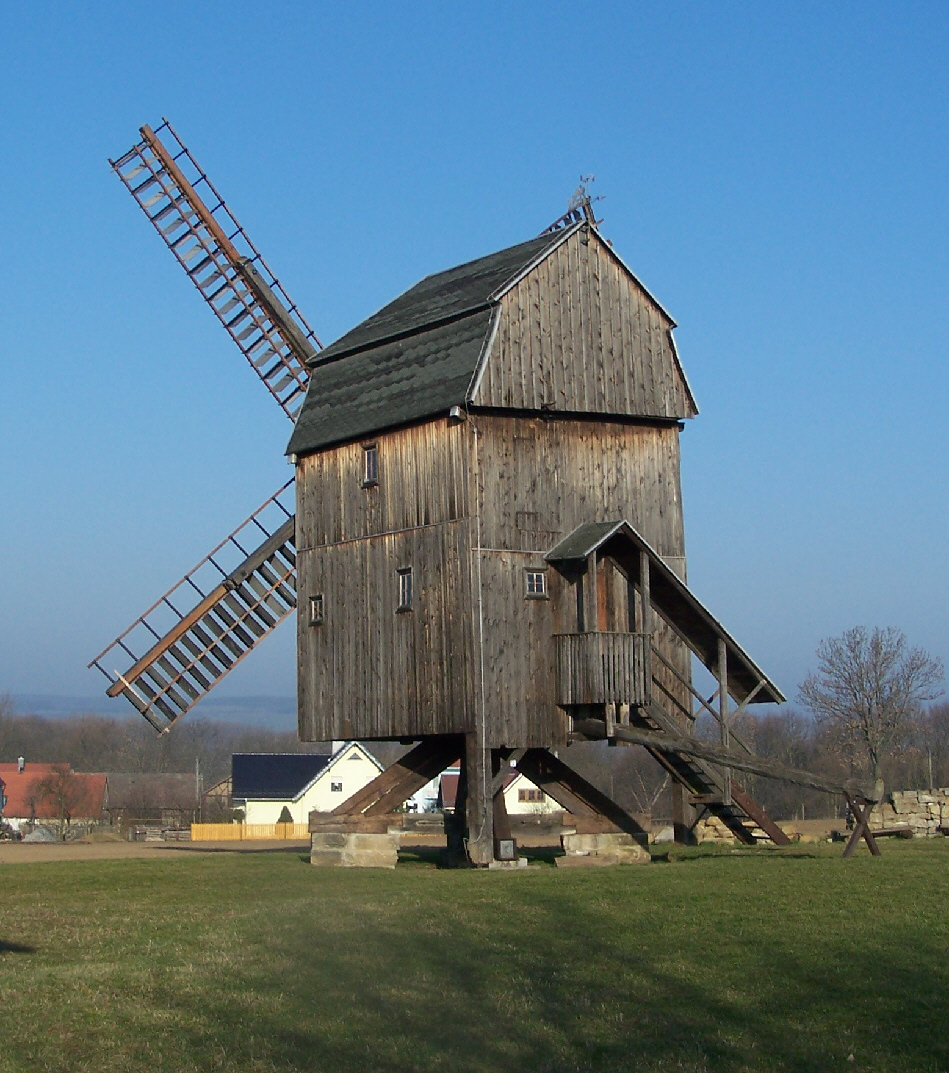
Bockwindmühle Tüngeda, Ansicht von Nordosten (2009)

Die Bockwindmühle Tüngeda ist eine restaurierte, funktionstüchtige Bockwindmühle in Tüngeda in Thüringen.

## Technische Parameter
Die Mühle wurde als Mahlmühle konzipiert, sie ist 11,5 m hoch, die Flügelwelle liegt 8,3 m über Grund. Das Mühlenhaus hat 5,7 × 4,6 m Grundfläche.

## Geschichte
Spätestens seit 1575 bestand für die Tüngedaer Bauern der Mühlenzwang zur Benutzung der etwa fünf Kilometer entfernten Hainaer Nessemühle der Herren von Wangenheim, die auch Gerichts- und Lehnsherren im Ort Tüngeda waren. Seit 1838 bemühten sich Tüngedaer Bauern bei der herzoglich gothaischen Verwaltung um die Genehmigung zur Errichtung einer Windmühle am Ortsrand. Die Mühle wurde schließlich genehmigt und entstand 1840 an der Straße von Oesterbehringen nach Wangenheim am südlichen Ortsrand von Tüngeda. Somit blieb den Tüngedaer Bauern der Weg in den Nachbarort erspart. 1870 erwarb der Zimmermann Johann Heinrich Rockstuhl diese Mühle, sie wurde 1875 an den heutigen Standort am Wieglebener Weg umgesetzt. 1879 übernahm der Windmüller Wilhelm Karl Krupp aus Görmar bei Mühlhausen die Mühle.
Eine umfassende Reparatur wurde 1913 erforderlich: die meisten Bauteile der Mühle, bis auf Hausbaum, das eichene Kreuz und den Bock, mussten ersetzt werden. Gleichzeitig wurden technische Verbesserungen vorgenommen. Nach 1945 wurde versucht, einen Stromgenerator mit dem Mühlwerk zu verbinden, was jedoch nur bei gutem Wind möglich war. 1958 wurde die Mühle stillgelegt.

## Restaurierung der Windmühle
Schon 1984 wurde nach einem schweren Sturm durch Einwohner aus Tüngeda der Wert der verfallenen Windmühle als Technisches Denkmal erkannt und erste Schritte zur Rettung eingeleitet, am 6. April 1984 wurde die Interessengemeinschaft Bockwindmühle Tüngeda gegründet, bereits im Mai konnten die Reparaturarbeiten beginnen. 1989 wurde die Mühle (ohne das Grundstück) vom Rat des Kreises erworben. Nach der Wende übernahm die Gemeinde Tüngeda das Bauwerk der Mühle von der Treuhandanstalt.
Durch die Familie Rockstuhl wurde bereits 1990 eine erste Publikation über die Geschichte der Mühle veröffentlicht. Am ersten Deutschen Mühlentag 1994 wurde die Mühle von hunderten interessierten Besuchern aufgesucht. Am 23. Mai 1995 wurde der Heimatverein Bockwindmühle Tüngeda gegründet. In der Folgezeit wurde die technische Anlage und das Mühlengebäude Schritt um Schritt repariert.

Die Mühle ist seit Sommer 2011 jedoch erneut wegen baulicher Mängel gesperrt und wurde zur Sicherheit „aufgebockt“, um ein Umfallen bei Sturm zu verhindern, was einen Totalschaden zur Folge hätte. Neben dem Verschleiß durch Abnutzung im Betrieb sind auch das Alter mancher Teile und handwerkliche Fehler vorhergehender Restaurierungen als Begründung der Baufälligkeit angeführt worden. Eine Fachfirma für Windmühlenrestaurierung soll, wenn die erforderlichen Gelder bereitstehen, den Veteranen wieder standsicher und funktionsfähig machen, damit die Bockwindmühle auch zukünftig beim Thüringer Mühlentag und ähnlichen Anlässen in Betrieb genommen werden kann.